# Luz Machado

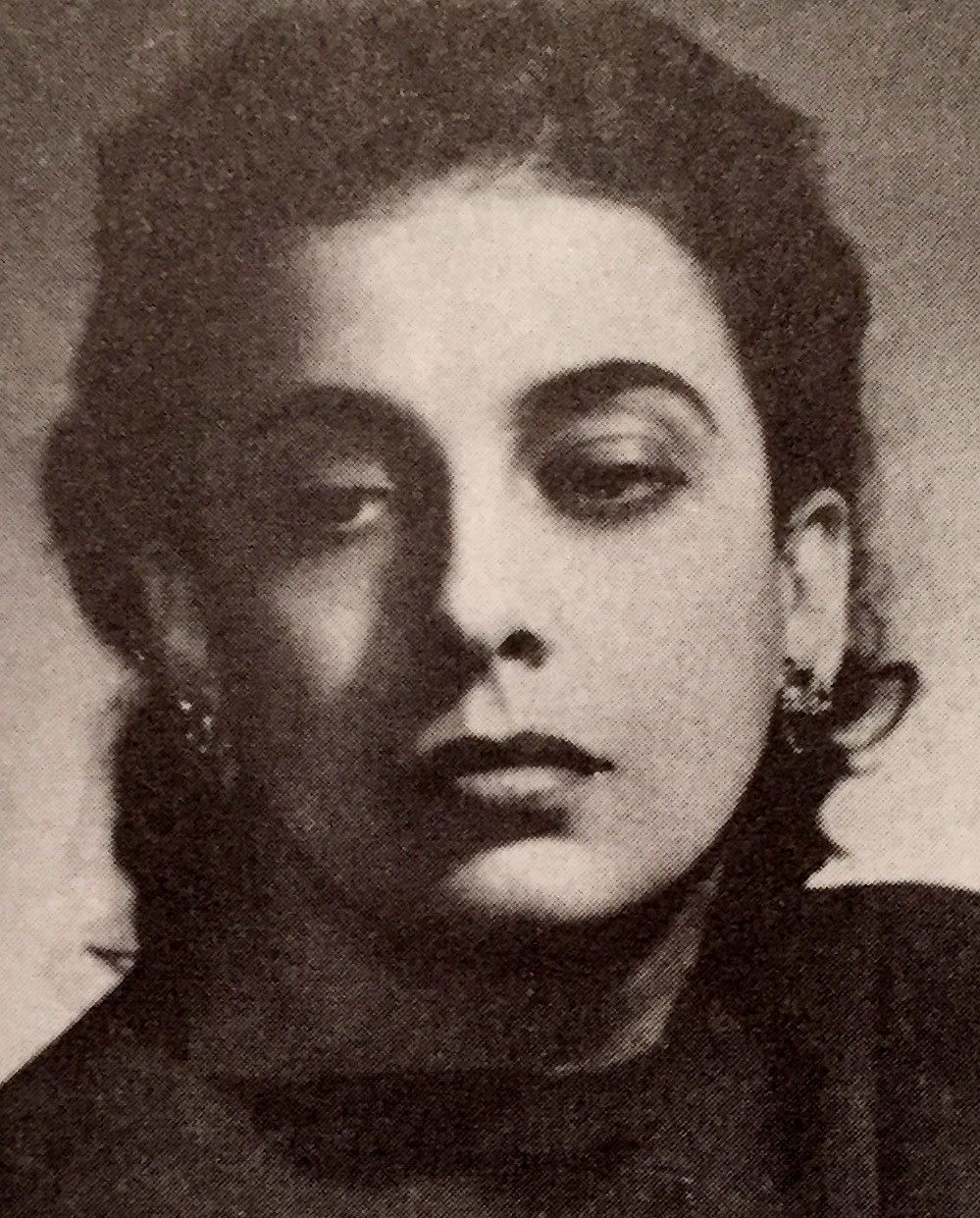
Luz Machado

Luz Machado (Ciudad Bolívar, 3 de fevereiro de 1916-1999, pseudônimo:  Ágata Cruz) foi uma poetisa, ensaísta e ativista política venezuelana. Cofundadora do Círculo Escritores de Venezuela e membro da Sociedad Bolivariana.

## Prêmios
- Medalla de Plata, Asociación de Escritores Venezolanos.
- Premio Nacional de Literatura de Venezuela, 1987.
- Orden Francisco Miranda, 1993